# Diga di Medau Zirimilis
La diga di Medau Zirimilis è uno sbarramento artificiale situato nell'omonima località, in territorio di Siliqua, città metropolitana di Cagliari. Realizzata sul rio Casteddu per scopi agricoli e idropotabili genera, associato ad un altro sbarramento minore, l'omonimo lago.
La diga, edificata tra il 1981 e il 1990 su progetto dell'ingegnere Giorgio Pietrangeli, è del tipo in materiali sciolti con manto di tenuta di materiali artificiali. Ha un'altezza, calcolata tra quota coronamento e punto più basso del piano di fondazione, di 53 metri e sviluppa un coronamento di 456,10 metri a 151 metri s.l.m.
Alla quota di massimo invaso, prevista a 146,70 m s.l.m., il bacino generato dalla diga ha una superficie dello specchio liquido di circa 1,385 km² mentre il suo volume totale è calcolato in 18,60 milioni di m³. La superficie del bacino imbrifero direttamente sotteso risulta pari a 12 km².
L'impianto, di proprietà della Regione Sardegna, fa parte del sistema idrico multisettoriale regionale ed è gestito dall'Ente acque della Sardegna.